# Macomb County
Macomb County är ett administrativt område i delstaten Michigan, USA, med 840 978 invånare. Den administrativa huvudorten (county seat) är Mount Clemens. 

## Geografi
Enligt United States Census Bureau så har countyt en total area på 1 476 km². 1 243 km² av den arean är land och 231 km² är vatten.   

### Angränsande countyn
- Saint Clair County - nordost
- Lapeer County - nordväst
- Oakland County - väster
- Wayne County - söder
- Ontario, Kanada - sydost